# Bible géante d'Echternach
La Bible géante d'Echternach est un manuscrit enluminé de l’époque romane. Cette bible a été écrite par le scriptorium de l'abbaye d'Echternach dans l'actuel Luxembourg pendant l'abbatiat de Réginbert, entre 1051 et 1081. Elle est actuellement conservée à la Bibliothèque nationale de Luxembourg (Ms.264).

## Histoire
Le colophon, inscrit dans un cadre rouge dans la marge inférieure du folio 2 de la bible, indique qu'elle a été copiée par un scribe du nom de Ruotpert, moine de l'abbaye d'Echternach, sous l'abbatiat de Réginbert (1051-1081). Aucune information n'est connue sur ce Ruotpert, qui n'est pas mentionné dans les obituaires de l'abbaye de cette période. Il a réalisé par ailleurs un évangéliaire en usage à Metz (British Library, Harley 2821). À cette période, le scriptorium de l'abbaye a abandonné la réalisation de manuscrits enluminés luxueux dans la tradition de l'enluminure ottonienne du début du siècle pour en revenir à des manuscrits plus sobres décorés de grandes lettrines ornées. L'abbaye se détourne d'ailleurs de l'influence de Trêves pour se tourner vers le diocèse voisin de Metz pour qui il produit plusieurs manuscrits,.
Le manuscrit servait probablement à la liturgie, comme l'indique, outre le lectionnaire à la fin de la bible, une liste de lectures bibliques au début du XIIe siècle. Elle sert encore de source pour la réalisation de deux bréviaires au sein du même scriptorium au cours des XIVe et XVe siècles (BnL Ms.12 et Ms.24). Au XIXe siècle, la bible est conservée à la Herzogliche Bibliothek de Gotha. Elle est mise en vente en 1951 et acquise par la Bibliothèque nationale de Luxembourg,.

## Description

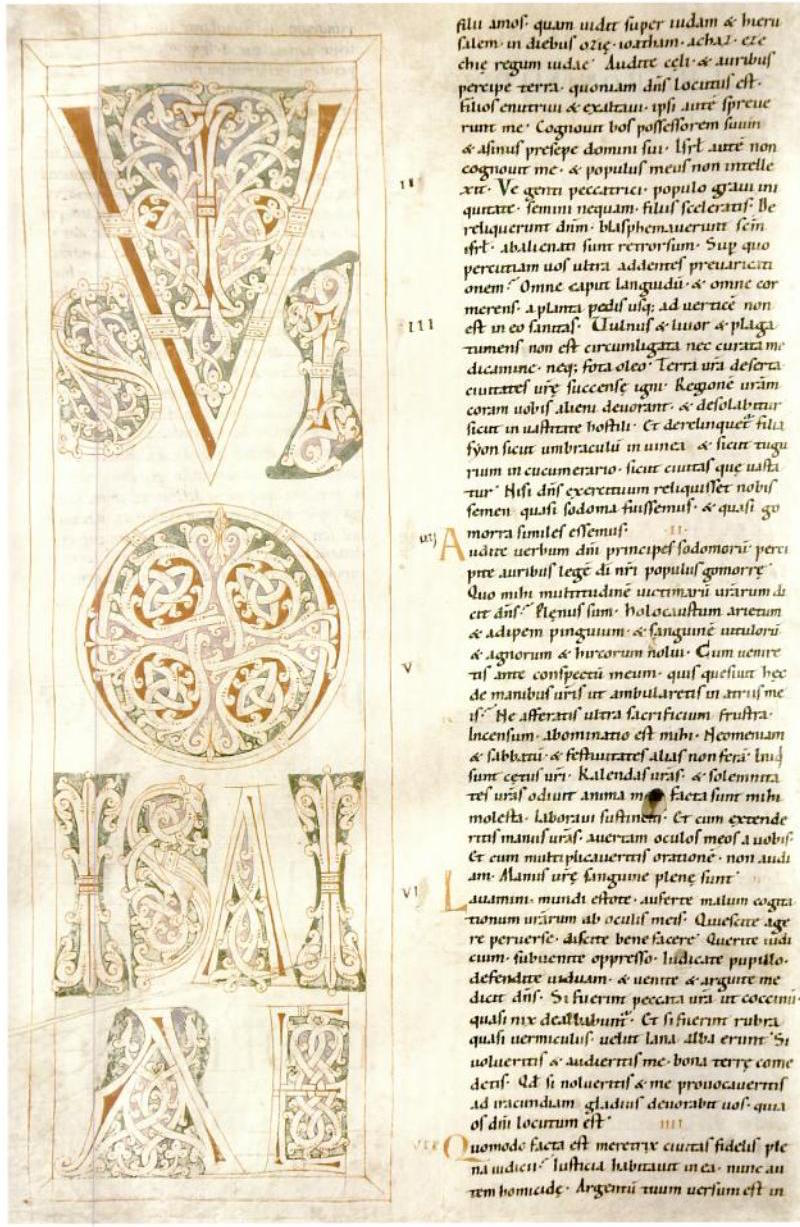
Folio 194v.

Le manuscrit contient 414 folios et est exceptionnellement de grande taille : 60 cm de hauteur. Cette dimension est très rare pour cette période et se rapproche dans ce domaine des Bibles atlantiques romanes réalisées alors dans les scriptoria italiens.
Le texte du manuscrit contient :
- la bible proprement dite (f.1-f.336v) : à la fois l'Ancien Testament et le Nouveau Testament (à partir du f.276). Quelques commentaires bibliques ont été ajoutés sur certains feuillets au XIIe siècle.
- un lectionnaire divisé entre le temporal (f.337v-370v) et le sanctoral (f.371-407). Plusieurs ajouts de leçons ont été effectués à la fin du texte au cours des siècles suivant.

Dans la reliure, ont été découverts des feuilles de parchemins sur lesquels sont dessinés deux schémas : un diagramme en lien avec la musique sacrée de l'époque et un tableau synoptique en lien avec la logique ancienne.
La source des textes de ce manuscrit provient d'ouvrages présents dans la bibliothèque de l'abbaye à cette époque : peut-être une vieille bible tourangelle en deux volumes (seul le volume est intact : BNF lat. 8847), un homéliaire de la seconde moitié du Xe siècle (BNF lat. 8919) ou un recueil hagiographique provenant de Trêves (BNL 97). Il existe très peu d'autres manuscrits comparables aussi complets à cette époque. Elle a au contraire probablement influencé d'autres manuscrits postérieurs produits dans les scriptoria des environs d'Echternach.